# 昂塞
昂塞（法語：Ancey，法語發音：[ɑ̃sɛ]）是法国科多尔省的一个市镇，位于该省中部，属于第戎区。

## 地理
昂塞（47°19'46"N, 4°49'36"E）面积8.47 平方千米，位于法国勃艮第-弗朗什-孔泰大區科多尔省，该省份为法国中东部省份，北起奥布省，西接涅夫勒省和约讷省，南至索恩-卢瓦尔省，东南接汝拉省，东临上索恩省，东北部与上马恩省接壤。
与昂塞接壤的市镇（或旧市镇、城区）包括：帕克、马兰、博尔姆拉罗什、乌什河畔弗勒雷、朗特奈、庞日。

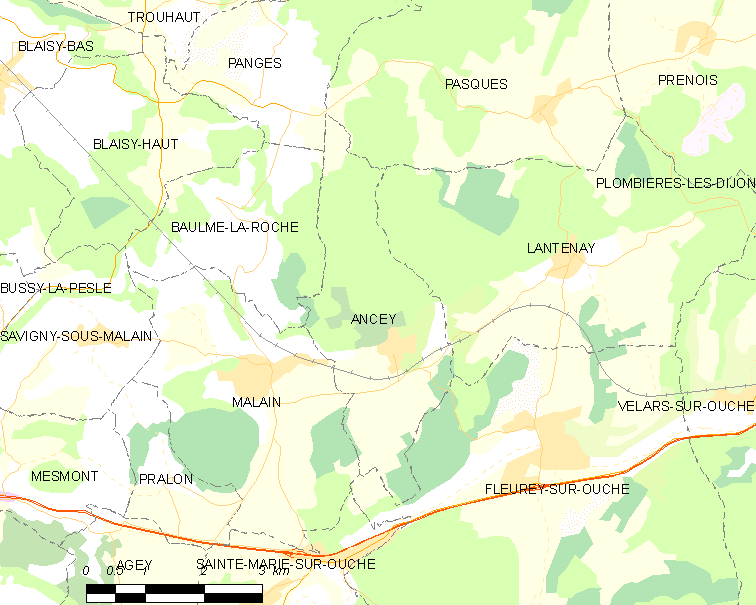
昂塞的OSM定位图

昂塞的时区为UTC+01:00、UTC+02:00（夏令时）。

## 行政
昂塞的邮政编码为21410，INSEE市镇编码为21013。

## 政治
昂塞所属的省级选区为塔朗县。

## 人口

1962-2008年间昂塞人口变化图示

昂塞于2022年1月1日时的人口数量为451人。